# Мудронь, Павол
Павол Мудронь (словац. Pavol Mudroň; 9 декабря 1835, Чабрадски-Врбовок, ныне район Крупина — 9 марта 1914, Тешин) — австро-венгерский политик и юрист, словак по национальности, лидер словацкого национального движения. Также известен как артист и основатель Словацкого национального хора.
Родился в семье учителя. К 1848 году завершил получение среднего образования, отучившись в школах ряда городов Словакии, бывшей тогда частью Австрийской империи. В 1854—1856 годах учился в юридическом колледже в Братиславе, в 1856—1857 годах — на юридическом факультете Венского университета. В 1857—1859 годах был учителем в деревне Нецпалы (нынешний район Мартин). В 1860 году стал доктором права, в 1862 году получил право заниматься адвокатской практикой.
Вернувшись в город Мартин, Мудронь стал активно участвовать в общественной жизни и словацком национальном движении: инициировал создание нескольких молодёжных объединений и Словацкого книгопечатного общества, в 1883—1906 годах был главным редактором им же созданной Национальной газеты, которую печатал в собственной квартире, писал статьи по политическим и финансовым вопросам, способствовал строительству Национального словацкого музея, участвовал в создании национального банка, создал просветительское общество Матица словацкая в 1863 году (хотя и не был его президентом) и Словацкий национальный хор в 1872 году, участвовал в создании и работе ряда газет на словацком языке.
Будучи по основному роду занятий адвокатом (в 1863 году он уже создал собственную юридическую фирму) и обладая хорошими ораторскими способностями, Мудронь активно выступал в защиту словацких крестьян от незаконной конфискации имущества и защищал интересы словацких должностных лиц и вообще представителей невенгерских национальностей, протестуя против преследований их по национальному признаку, иногда выполняя адвокатскую работу бесплатно. После создания в 1867 году Австро-Венгрии стал одним из лидеров словацкого национального движения, а в 1877 году создал Словацкую национальную партию, выражавшую интересы местной буржуазии и требовавшей для словаков национальной автономии. Пик его деятельности пришёлся на 1890-е годы, когда Мудронь, формально став придерживаться несколько более гибких политических взглядов, стал, тем не менее, организовывать массовые протестные акции в словацких городах и сёлах и даже несколько раз ездил к королевскому двору с требованием признания национальных и культурных прав словацкого народа.
Поскольку Мудронь открыто придерживался панславистских взглядов, выступая за создание единого славянского государства под эгидой России, а в своих статьях подвергал жёсткой критике венгерскую государственность, обвиняя власти в социальном и культурном угнетении, он постоянно подвергался преследованиям со стороны властей и несколько раз подвергался арестам и штрафам: например, в 1900 году был на три месяца посажен в тюрьму за организацию антиправительственных выступлений в Банска-Быстрице, а в 1907 году оштрафован за публичные требования всеобщего избирательного права.
Умер в Тешине, но был похоронен в Мартине. Известно, что Мудронь несколько раз играл в театре, а также написал пьесу Pád Rastica и несколько рассказов, которые, однако, остались в рукописях.